# ایندین اسپرینگز ویلیج (آلاباما)
ایندین اسپرینگز ویلیج (به انگلیسی: Indian Springs Village) شهری در شهرستان شلبی ایالت آلاباما است که مساحت آن ۹٫۹۲ کیلومتر مربع است و در سرشماری سال ۲۰۱۰ میلادی، ۲٬۳۶۳ نفر جمعیت داشته و تراکم جمعیتی آن، ۲۳۸٫۲۱ نفر در هر کیلومتر مربع بوده‌است.